# Monaldo Trofi

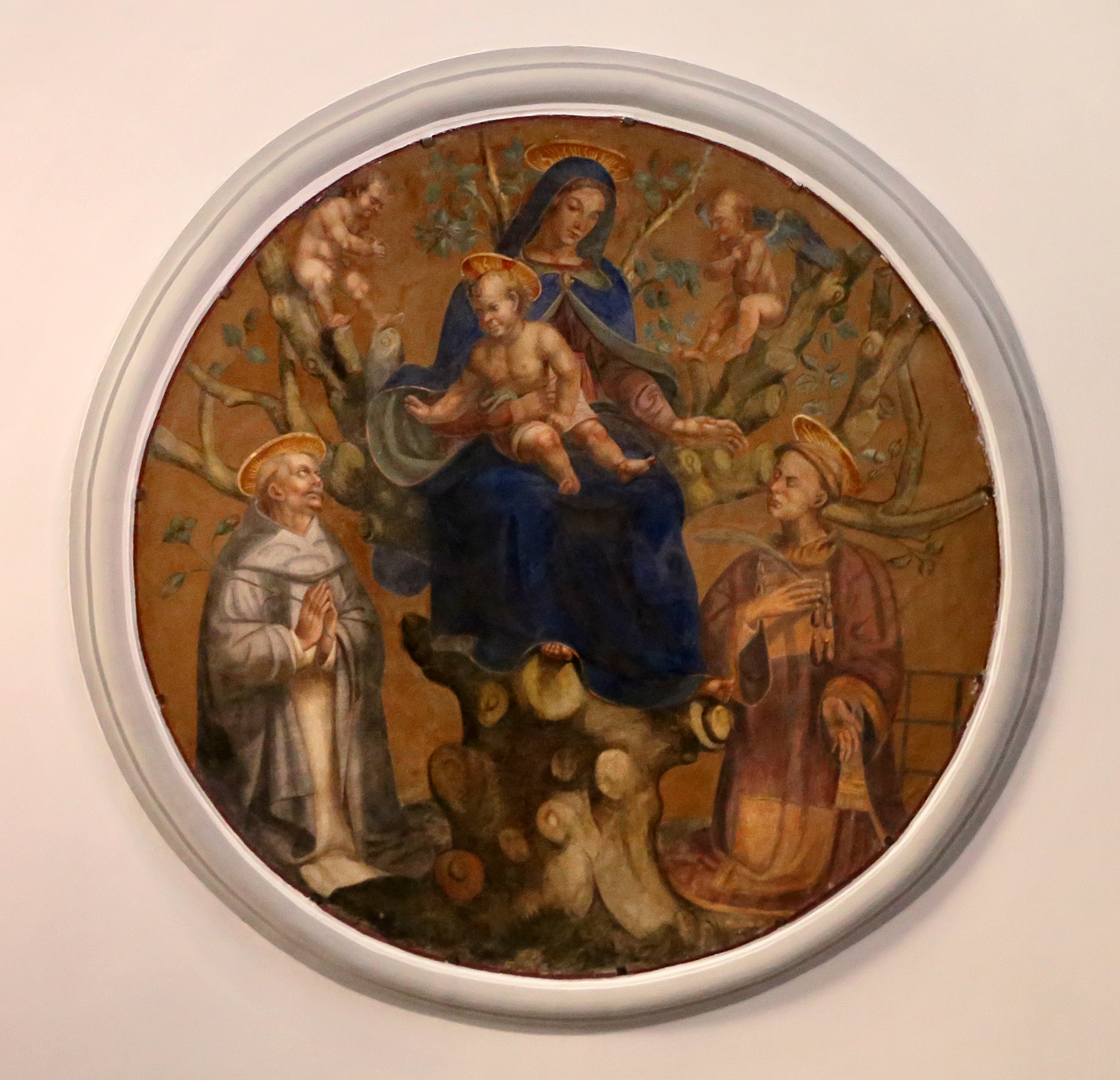
Madonna della Quercia, Viterbo

Monaldo Trofi, noto anche come Monaldo Corso, Monaldo da Viterbo o il Truffetta (fl. XVI secolo), è stato un pittore italiano del Rinascimento attivo a Viterbo tra il 1505 e il 1539.

## Biografia
Si dice che Trofi era nato a Viterbo alla fine del 1480, ma non è chiaro con chi possa aver studiato. Come suo maestro viene ipotizzato Antonio del Massaro (1450-1516 ca.), il principale artista locale della generazione precedente. Il suo stile ricorda talvolta Luca Signorelli. È documentato, nel 1504, nella realizzazione di opere nel Duomo di Tarquinia con i due pittori sopra indicati e Costantino di Jacopo di Zello.
Gran parte della sua produzione, firmata o attribuita, è costituita da dipinti di argomento religioso. Si dice che abbia dipinto una Natività per una chiesa a Canino  Ha anche dipinto una Madonna in trono e Bambino tra San Giovanni Evangelista, San Francesco d'Assisi, San Girolamo e San Giovanni Battista per la chiesa di San Francesco a Canino. La Walters Art Gallery di Baltimora espone due tavolette raffiguranti Sant'Antonio Abate e San Sebastiano, attribuite a Trofi, e datate intorno al 1505. Nel 1507 ha dipinto una Deposizione situata nel Museo Nazionale di Tarquinia.